# Conophyma mistshenkoi
Conophyma mistshenkoi is een rechtvleugelig insect uit de familie Dericorythidae. De wetenschappelijke naam van deze soort is voor het eerst geldig gepubliceerd in 1951 door Protsenko.